# Cerbera odollam
Cerbera odollam trong tiếng Việt còn gọi là mướp sát, xoài biển, hải qua tử, mật sát, cây tự tử, mướp sát vàng, (ở Ấn Độ gọi là Pong-pong, Othalanga) là một loài thực vật có hoa trong họ La bố ma. Loài này được Gaertn. mô tả khoa học đầu tiên năm 1791.

## Hình ảnh

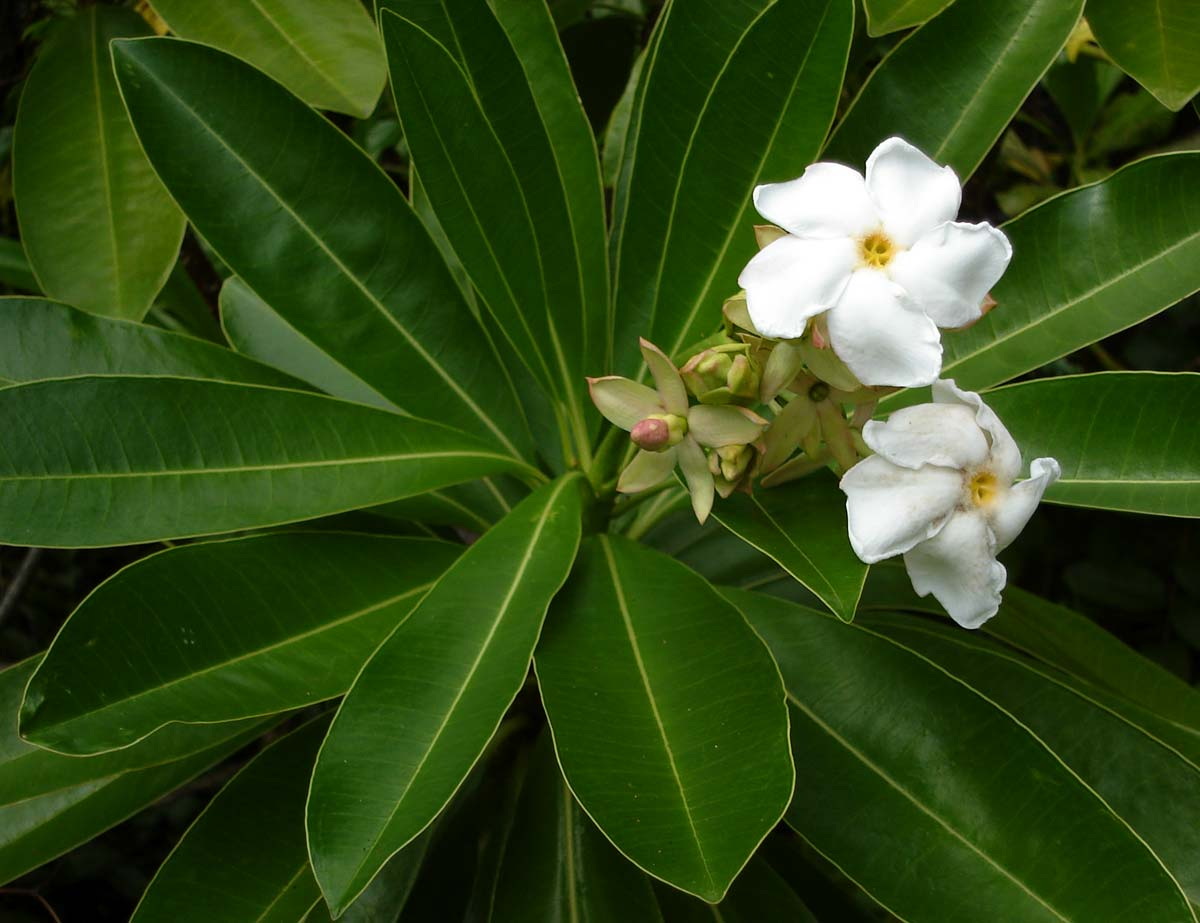
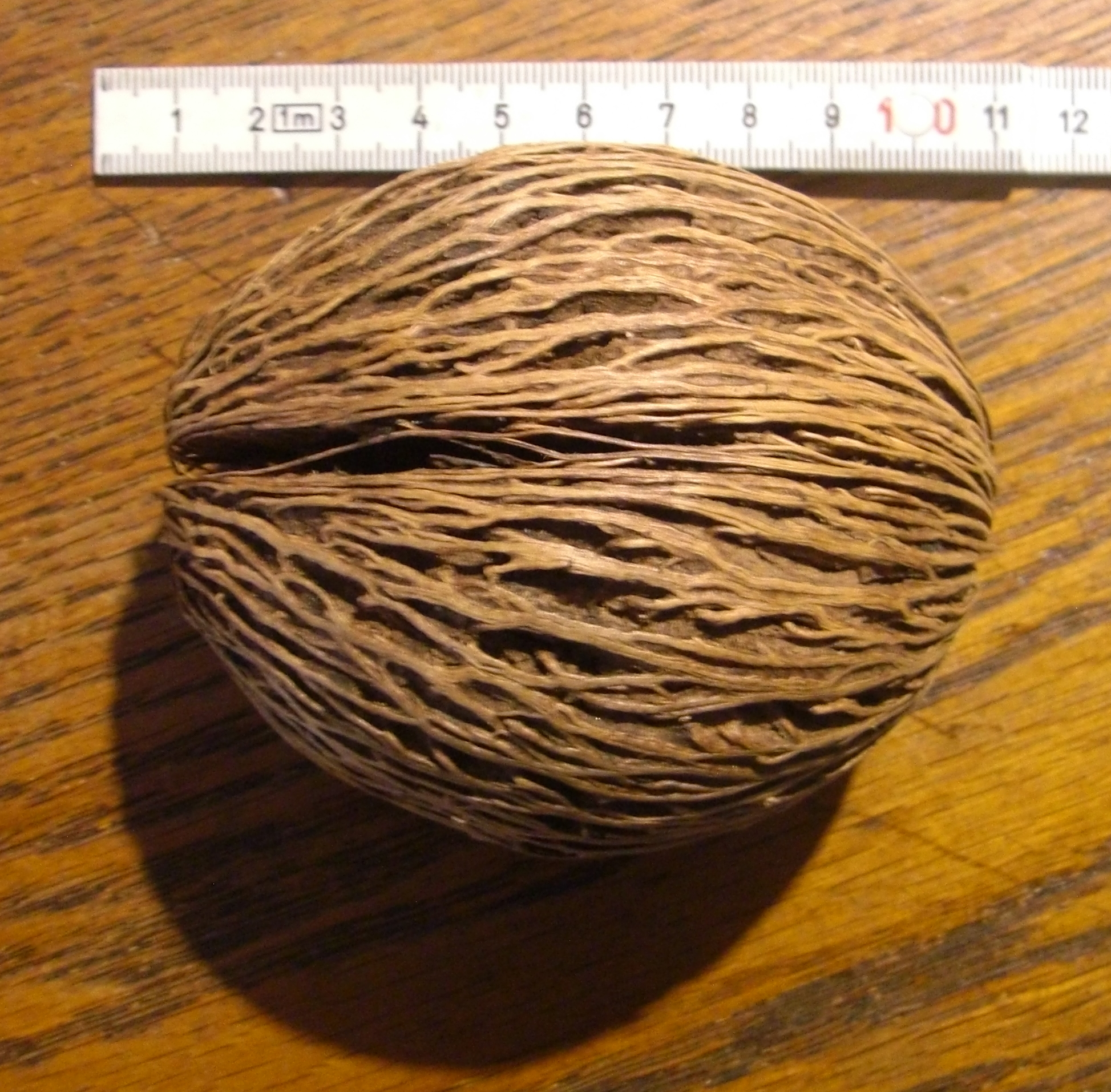
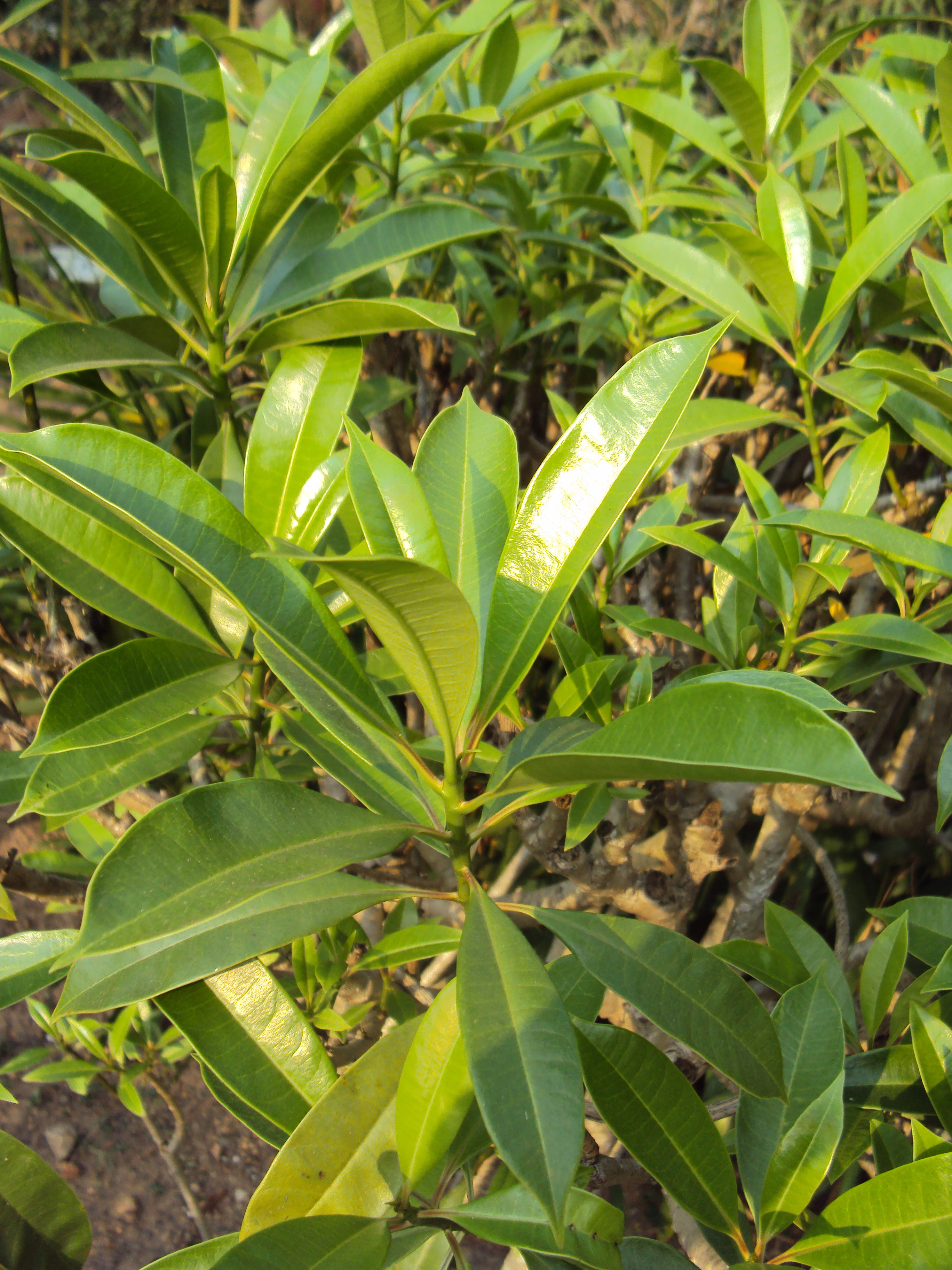